# Peter Fankhauser
Peter Fankhauser, né en 1960, est un homme d'affaires suisse. Il a été le PDG de l'entreprise britannique Thomas Cook entre 2014 et 2019, année de sa faillite.
Il a un doctorat en science politique de l'université de Saint-Gall.